# Buffardello

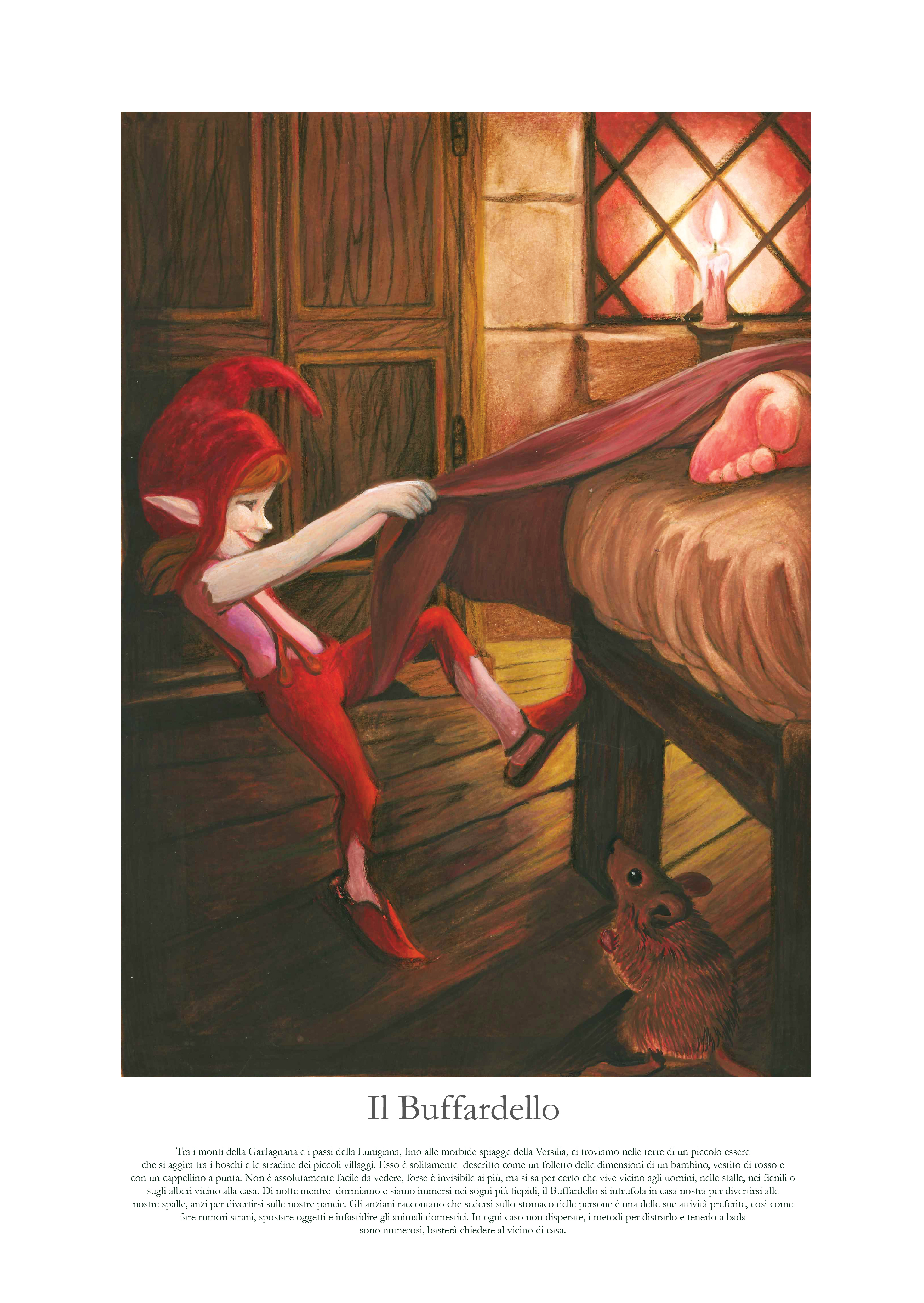
Illustrazione del Gigiàt realizzata da Sabrina Cinotti nel 2021.

Il buffardello è un folletto presente nella tradizione della Val di Serchio, Garfagnana, Versilia (Provincia di Lucca) e della Lunigiana (province di Massa Carrara e La Spezia) e nella Valle del Frigido (Massa). Varianti del nome sono bufardello, buffardella, bufardella, baffardello, bafardello, baffardella, baffardelle, bafarded, bafarded, beffardello, baffardejo ecc. A Gorfigliano, frazione di Minucciano, viene chiamato pappardello, a Sillano piffardello. Nella zona più prossima alla città di Lucca il Buffardello è sicuramente conosciuto in Val Pedogna (Comune di Pescaglia) nella valle di Camaiore, nella parte nord del comune di Massarosa e in alcuni paesi dell'Altopiano delle Pizzorne (ad esempio Corsagna di Borgo a Mozzano).
Secondo il Vocabolario lucchese di Idelfonso Nieri, il buffardello è un folletto, diavoletto curioso, presso a poco come il linchetto.
Racconti sul buffardello sono stati registrati nel 1984-1987 da Oscar Guidi nei comuni di Camporgiano, Careggine, Castelnuovo di Garfagnana, Castiglione di Garfagnana, Fabbriche di Vallico, Fosciandora, Gallicano, Giuncugnano, Minucciano, Molazzana, Piazza al Serchio, Pieve Fosciana, San Romano in Garfagnana, Sillano, Vagli Sotto, Vergemoli, Villa Collemandina.

## Descrizione
Sebbene in alcuni casi si ignori che cosa sia esattamente e in altri lo si identifichi con il linchetto o con il diavolo, il buffardello è generalmente descritto come un essere antropomorfo di piccole dimensioni (attorno al mezzo metro, tanto che viene paragonato a uno gnomo o a un nano) e vestito di indumenti di colore rosso (a volte tutto il vestito, altre volte solo un berretto) e avrebbe anche delle scarpe a punta. In alcuni casi è descritto come un bambino o comunque senza barba, in altri come un vecchio con la barba (in certi casi definita di colore rosso). Le sue mani sono state bucate da San Giovanni affinché non soffocasse più le persone durante la notte. A volte lo si vede seduto su un mucchio di fieno o su un albero.
In molti casi però il buffardello viene descritto come un essere di piccole dimensioni, brutto e nero ma di fattezze animalesche non ben definite, genericamente un animale selvatico, una "bestiaccia" o una "bestia del bosco" o addirittura in un caso un "batuffolo grigio". Spesso viene paragonato ad un animale noto: volpe, gatto, cane, tasso, foionco (cioè una faina), un grosso uccello notturno o comunque un "uccellaccio"; talvolta invece è una creatura del tutto fantastica: a Minucciano è descritto come un uccello notturno cornuto che vive nella torre del paese (tanto che di notte si può udire il suo respiro), mentre a Pianacci nel comune di Villa Collemandina viene descritto come un uccello con la testa di topo.

## Dov'è il buffardello?
Si ritiene generalmente che il buffardello sia invisibile, ma esistono testimonianze di chi lo ha visto di persona: secondo costoro lo strano essere vivrebbe nelle stalle oppure sugli alberi (specialmente sui noci); a volte lo si vede entrare da una finestra, altre volte camminare saltellando e scalciando.
Nei paesi si odono spesso presso le abitazioni le sue risate tipicamente sarcastiche; a Gallicano si racconta che una volta aveva occupato una casa e passava il tempo ad aprire e chiudere le finestre ridendo a più non posso.
Ai Razzoni di Gropparello, sono stati avvistati.

## Azioni del buffardello
Generalmente il buffardello agisce di notte, lanciando urla sgradevoli e compiendo scherzi e dispetti a danno di persone e animali domestici, anche se non è ritenuto pericoloso. Un dispetto molto comune è quello di salire o battere o addirittura camminare sul petto o sullo stomaco delle persone mentre dormono provocando in loro un senso di schiacciamento o di soffocamento (in dialetto si dice che il buffardello calcolisce o carcolisce), talvolta mettendo anche una mano (che però è bucata) sulla bocca del dormiente, altre volte immobilizzandogli le mani. A questo disturbo si associa il dispetto di tirare via le coperte (specialmente alle zitelle), fare rumori strani in casa o in camera da letto, far tentennare (grollare in dialetto) il letto, nascondere o spostare gli oggetti posti sui mobili, spegnere i lumi, strappare la carta da parati, tagliare a chiazze la barba degli uomini mentre dormono, disfare le matasse di canapa che venivano usate per fare le lenzuola; nei casi peggiori getta nel caos l'intera abitazione. La notte lo si sente salire le scale che portano alla camera da letto o camminare per la casa. 
Nelle cantine ruba il vino dalle botti e di notte, fuori di casa, ruba o butta all'aria il bucato steso ad asciugare oppure vi getta sopra il malocchio (specie se si tratta di vestiti di bambini). E a proposito del malocchio, si sostiene che le corone di piume che si formano nei cuscini siano da attribuire proprio al buffardello. 
Scherzi frequenti vengono fatti anche ai danni degli animali domestici ricoverati nelle stalle: succhia il latte dalle mammelle delle mucche, trasforma il latte in olio, intrica le code delle vacche e dei cavalli e le rende immuni al fuoco, fa tentennare le gabbie degli uccelli da richiamo, fa scalpitare le vacche, spaventa le pecore e può succhiare il sangue agli animali domestici fino a farli morire. Talvolta è stato visto cavalcare una cavalla di notte per le vie del paese.
Con i ragazzi e i bambini sembra avere un rapporto ambivalente: talvolta li spaventa, li getta in terra o li rapisce o scioglie le fasce dei neonati, oppure fa loro nodi nei capelli durante il sonno . A volte dimostra affetto verso i più piccoli tanto che va a dormire nel lettino accanto a loro.
Stessa ambivalenza con le donne e le ragazze: in certi casi strappa loro i capelli o li aggroviglia in modo così inestricabile che si è costretti a tagliarli, disfa le trecce o scioglie il grembiule che hanno indosso, intreccia la lana mentre tessono; in altri si innamora di loro e le cura portando da mangiare e da bere, pettinandole, facendole belle. In questo caso però il rapporto deve rimanere segreto altrimenti il buffardello si vendica facendo morire la ragazza. Non è raro che di una coppia di ragazze di cui una è brutta e l'altra bella si dica che è opera del buffardello (come anche di una coppia di bambini, uno sano e robusto, l'altro debole e malaticcio).
Sembra che tra i suoi nemici ci siano i preti, tanto che rompe loro gli occhiali e nelle canoniche fa rumori animaleschi (grugniti, ragli, miagolii).
Si pensa che causi un vento forte e vorticoso (detto scontronello a Magliano in Garfagnana), tanto che in alcune località il nome buffardello è passato a identificare proprio questo tipo di vento o il vento che fa vibrare i vetri delle finestre.

## Scongiuri e rimedi
Per impedirgli di entrare in casa, al tramonto (o meglio a quella che in lucchese veniva chiamata ordinotte) si chiudono le finestre e si ritirano i panni stesi ad asciugare per evitare che li "streghi"; poi si appoggia alla parte interna della porta una scopa rovesciata in modo che il manico tocchi il pavimento, oppure ci si appende una stola da sacerdote. Sul lato esterno della porta invece si appende un ramo di ginepro, in modo che il buffardello quando arriva è costretto a mettersi a contare le bacche dimenticandosi della persona che vuole molestare e se ne va. Questo rimedio è usato anche per proteggere gli animali domestici, appendendo un ramo di ginepro nella stalla.
Se invece il buffardello è già in casa, ci sono diversi rimedi per farlo scappare: si spegne la luce oppure si tiene accanto a sé una candela fatta di tre qualità diverse di cera, oppure si mette un piatto contenente bacche di ginepro sulla scala che porta in camera da letto e quando il buffardello ci inciampa il padrone di casa gli ordina di raccoglierli tutti e lui scappa. Nei casi più disperati si ricorre a un mezzo estremo: si prende una fetta di pane e una di formaggio e si va a mangiarli al gabinetto facendo i propri bisogni corporali, pronunciando contestualmente la formula io mangio pane e cacio, e te buffardello, ti rincaco.
Se poi il buffardello è in casa ma si vuole solo che non salga sul letto, si può appoggiare sulla sponda una scopetta di saggina, oppure si mette un capo di vestiario da uomo (pantaloni o cappello) disteso in fondo al letto (ma esiste anche la versione "cristianizzata": una camicia da notte bianca con le maniche disposte in croce). Il capo di vestiario da uomo si fa indossare anche ai bambini come protezione dal buffardello quando sono fuori casa.
Nel caso non si siano adottati questi rimedi e si senta la presenza del buffardello sul petto mentre si dorme ci sono un paio di frasi che si possono utilizzare: Scappa! Non lo sai che t'ha fatto San Giovanni, eh? (con riferimento alle mani bucate) e tanto non m'affoghi!, al che il buffardello vistosi scoperto, scappa.
Infine, altri rimedi sono quello di mettersi un fazzoletto in testa per evitare che il buffardello aggrovigli i capelli e piantare in terra 
un pennato o un altro oggetto di ferro per fermare il vento vorticoso provocato dal buffardello.

## La leggenda del Baffardello a Corsanico
Corsanico è una piccola località collinare della provincia di Lucca, situata tra i paesi di Bargecchia e Pedona.
Da sempre gli anziani del luogo raccontano una storia che si tramanda di generazione in generazione.
Si narra che parecchio tempo fa, in una fredda notte di gennaio, un fattore come tutte le sere governò gli animali della sua stalla (situata nel centro del paese, vicino alla Chiesa di San Michele). Stanco del duro lavoro svolto nella giornata, il vecchio fattore decise di andare subito a letto e di non recarsi come di consueto al bar del paese. Una volta sdraiatosi nel letto in un istante crollò in un sonno profondo, interrotto poco dopo dai lamenti delle vacche della sua stalla che sembravano impazzite.
Il signore scese giù di colpo convinto che qualche malintenzionato volesse rubargli il bestiame ma si accorse in fretta che qualcosa di strano stava accadendo.
Arrivato alla stalla vide che tutte le vacche erano state liberate, ma lo stupore fu soprattutto per un cavallo legato per la criniera ad una trave del soffitto. 
L'uomo scioccato e preso dalla paura scappò fuori di casa raccontando il fatto ad alcuni anziani un po' alticci del bar, e chiedendo loro se potevano aiutarlo a scioglier le trecce al cavallo e riportarlo a terra; gli uomini accettarono, ma all'arrivo nella stalla l'equino era già a terra e perfettamente sciolto, la finestra si apri di colpo e si udirono delle perfide risate sempre più in dissolvenza. Questo fu solamente uno dei tanti dispetti compiuti da un essere non ben identificato ma che negli anni 30/40 ha spaventato e sbeffeggiato gli abitanti della comunità corsaniese.
Adesso ogni volta che le donne o i ragazzi si svegliano con i capelli annodati è usanza dire in dialetto "avevi il baffardello all'uscio stanotte?". Questa attitudine del baffardello( fare nodi nei capelli ) è ricordata anche nei paesi della Val di Frigido massese ( es a Canevara ),

## Modi di dire
Per far paura ai bambini si dice che se non stai attento, ti prende il buffardello oppure se non stai buono, il buffardello ti mangia. L'associazione col vento vorticoso ha fatto sì che anche dove il buffardello è scomparso come essere mitologico il nome è rimasto ad indicare il vento stesso, tanto che si dice che tira il buffardello in presenza di un forte vento. 